# Orthomnion crispum
Orthomnion crispum là một loài Rêu trong họ Mniaceae. Loài này được (Mitt.) Broth. mô tả khoa học đầu tiên năm 1924.